# Eppenberg-Wöschnau
Eppenberg-Wöschnau is een gemeente en plaats in het Zwitserse kanton Solothurn en maakt deel uit van het district Olten.
Eppenberg-Wöschnau telt 319 inwoners.

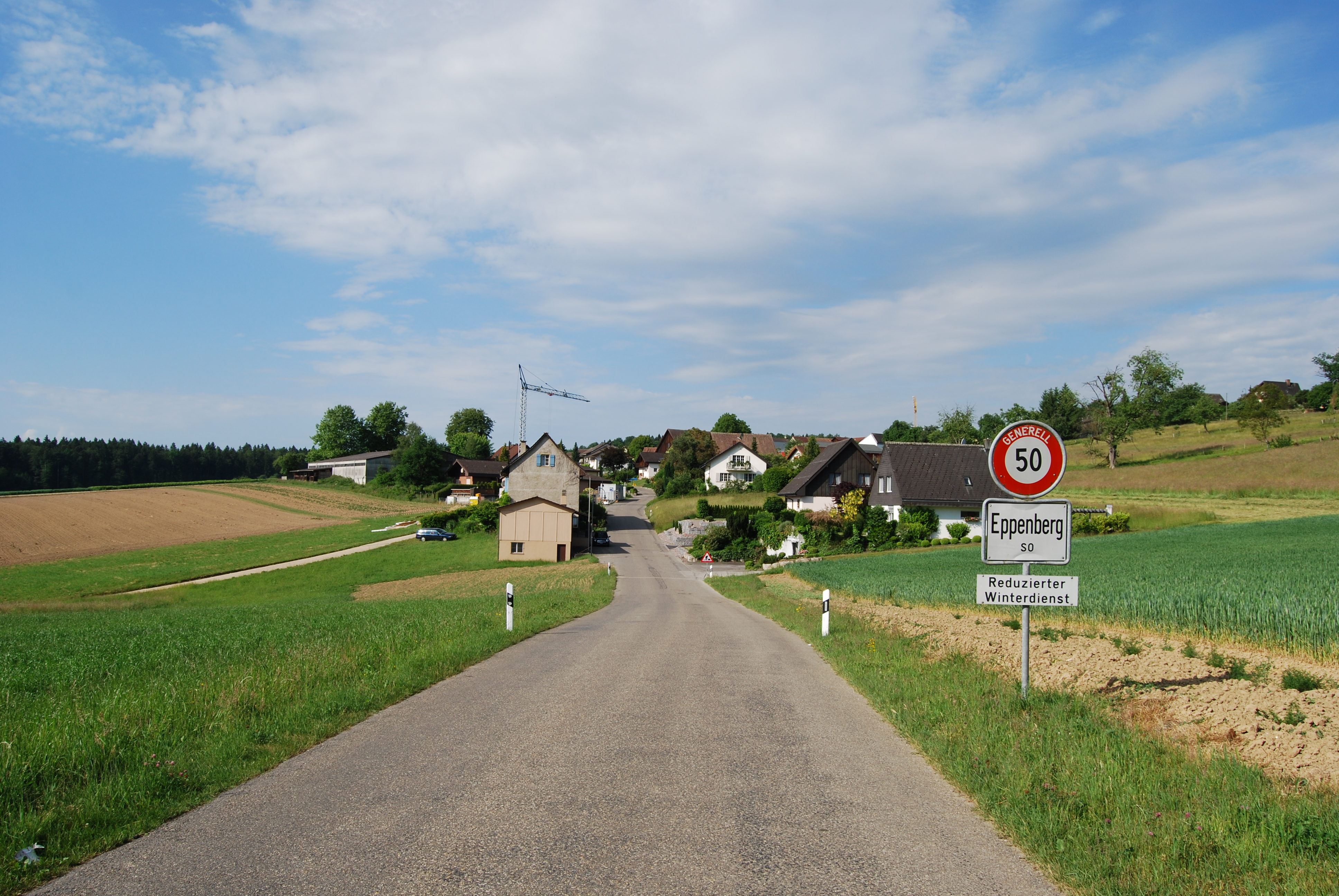
Eppenberg